# 因德克斯 (紐約州)
因德克斯（英語：Index）是位於美國紐約州奧齊戈縣的非建制地區。

## 歷史
因德克斯的郵局於1902年設立，其後於1915年停運。

## 地理
因德克斯所處的海拔為高於海平面361米（即1184英呎），而該地所採用的時區為UTC-5，即北美东部时区（EST）。同時該地設有夏令時間，為UTC-5調快一小時，即UTC-4（EDT）。